# Пустынный снегирь
Пустынный снегирь, или толстоклювый вьюрок (лат. Bucanetes githagineus), — вид птиц рода пустынных снегирей из семейства вьюрковых. Выделяют четыре подвида.
Пустынный снегирь живёт на каменистых пустынных склонах гор. Его трудно заметить на фоне низкой растительности, так как окраска птицы сливается с общим серо-жёлтым фоном кустарников и трав. Птицы держатся стайками на земле. Здесь они собирают свой корм — семена и насекомых. Гнездятся пустынные снегири в щелях скал и среди камней .

## Этимология
Видовое название githagineus образовано от Githago — латинского названия растения куколя. Такое название снегирь получил из-за сходства розовых и красных оттенков в его оперении с цветовой гаммой цветков растения.
Русское название дано птице за сходство со снегирём и за её предпочтения к местам обитания.

## Систематика
В некоторых источниках пустынный снегирь отнесён к роду краснокрылых чечевичников (Rhodopechys). Но по данным Международного союза охраны природы (IUCN), Объединённой таксономической службы (ITIS), Национального центра биотехнологической информации (NCBI) и Энциклопедии жизни (EOL) птица включена в род пустынных снегирей (Bucanetes).

## Описание

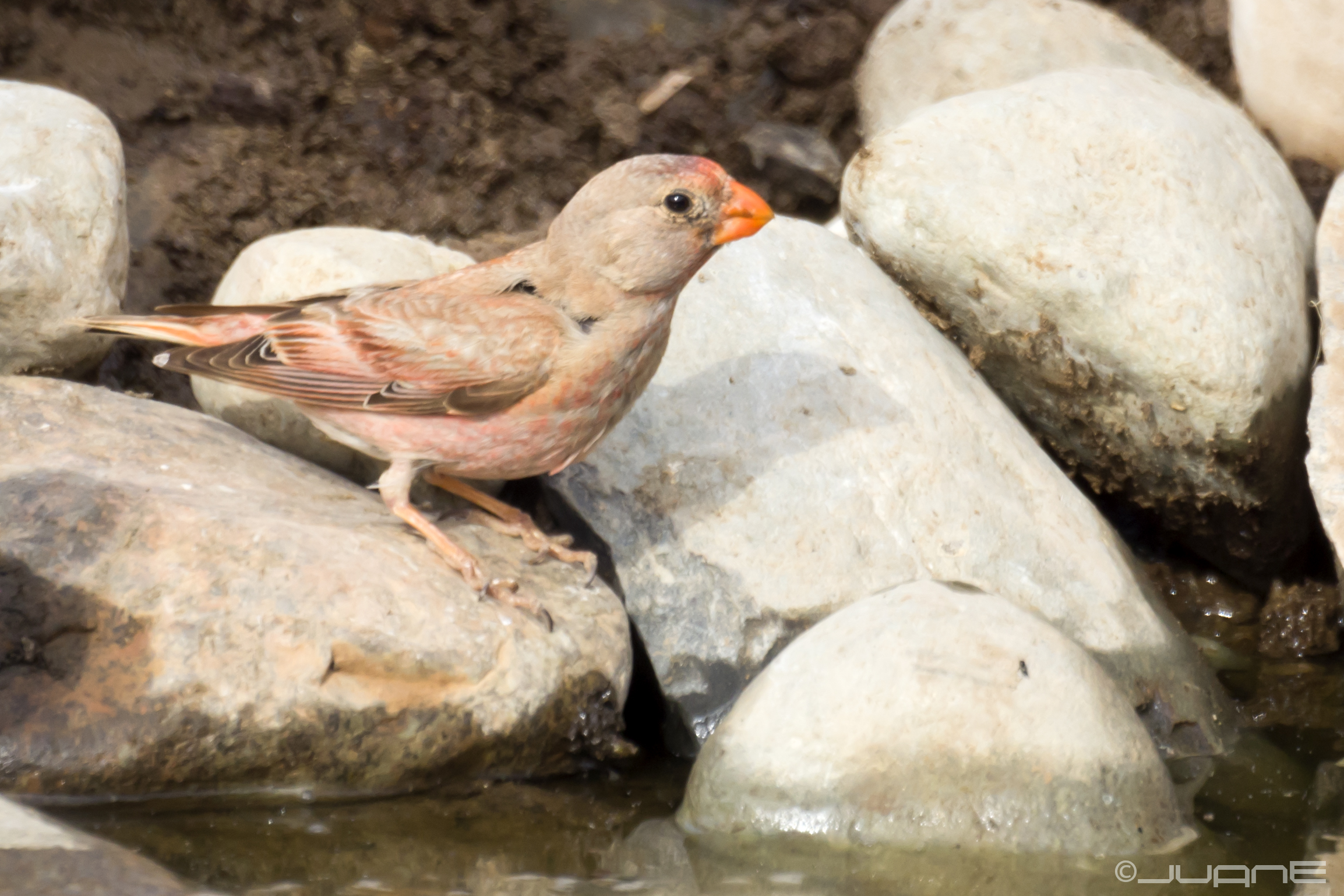
Окраска помогает слиться с местностью

### Внешний вид
Длина тела птицы достигает 13 см, размах крыльев — 22 см, длина крыла — 9 см, длина хвоста — 5 см. Окраска защитная, сочетающая в себе оттенки серого, песочного, и коричневого цветов. Спина, крылья и хвост более тёмные. У самцов брюшко розового оттенка. Весной оперение самцов становится более ярким, к осени оно заметно бледнеет и тогда более сходно с оперением самки.

### Голос
Крик звонкий, слышный далеко, передаётся как «кэ-кэ-кэ». Птица способна издавать странные низкие звуки, похожие на кваканье канарской лягушки, но менее грубые, которые, быстро повторяясь, следуют друг за другом. К ним снегирь прибавляет часто ещё и ряд каркающих и трескучих звуков, которые заменяют у него пение.

## Распространение
Распространён от Канарских островов и юго-западной части Испании, Северной Африки и Ближнего Востока до Западного Пакистана и Северо-Западной Индии. Населяет пустыни, полупустыни и степи с редким, низким травостоем и кустарниками.

## Питание
Пища этой птицы состоит из различных семян, зеленых листьев и почек, а также насекомых. Пустынные снегири могут выдерживать очень высокие температуры в течение дня, но нуждаются в ежедневном водопое, для чего преодолевают огромные расстояния до водоёмов (обычно после полудня).

## Размножение
В марте начинается период размножения. Окраска птиц становится особенно яркой в этот период. Гнездятся птицы на земле около камней или в расщелинах скал. Гнездо состоит из тонких корешков и гибких травинок. В кладке 3—4 яйца, длиной около 18, толщиной 12 мм, белого цвета с зелёно-голубым оттенком и с красно-бурыми точечками и пятнами, которые на остром конце яйца очень редки, а на тупом — образуют венчик из тонких разводов, зигзагообразных линий и больших светло-красно-бурых пятен с неясными краями.

## Поведение
Пустынные снегири довольно резвые птицы, которых часто можно заметить возле камней. Обычно они держатся небольшими группами, а в период размножения — парами. Птицы предпочитают хорошо просматриваемые пространства и не селятся в зарослях кустарников или лесах. Перелёты птица совершает невысоко над землёй, в основном же прыгает по земле в поисках семян.

## Классификация
Выделяют четыре подвида:
- B. g. amantum (E. J. O. Hartert, 1903) — Канарские острова.
- B. g. zedlitzi (Neumann, 1907) — Сахара, Мавритания и юг Марокко до Туниса.
- B. g. githagineus (Lichtenstein, 1823) — Египет и Судан.
- B. g. crassirostris (Blyth, 1847) — от Ближнего Востока до Средней Азии.

## Галерея

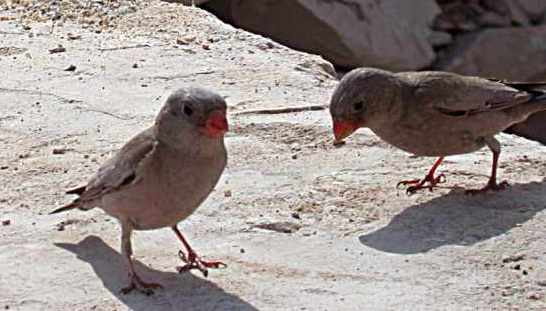
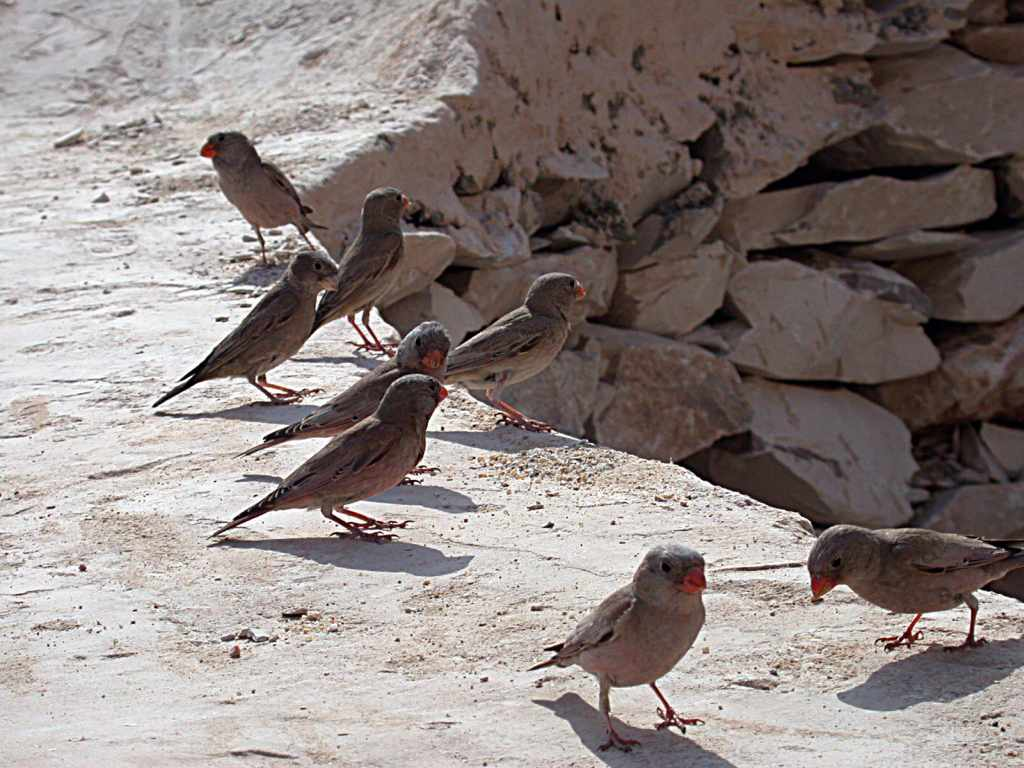
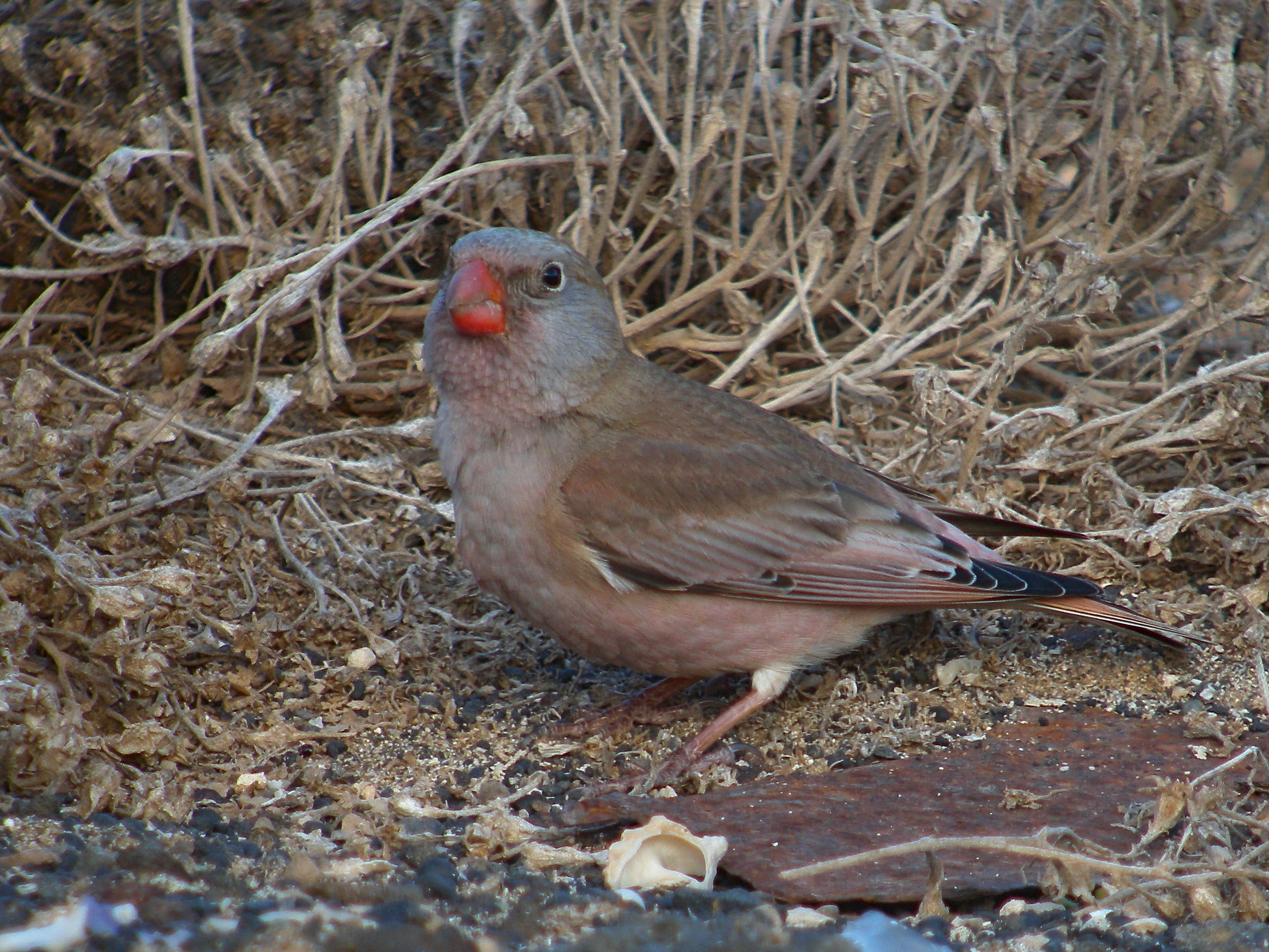
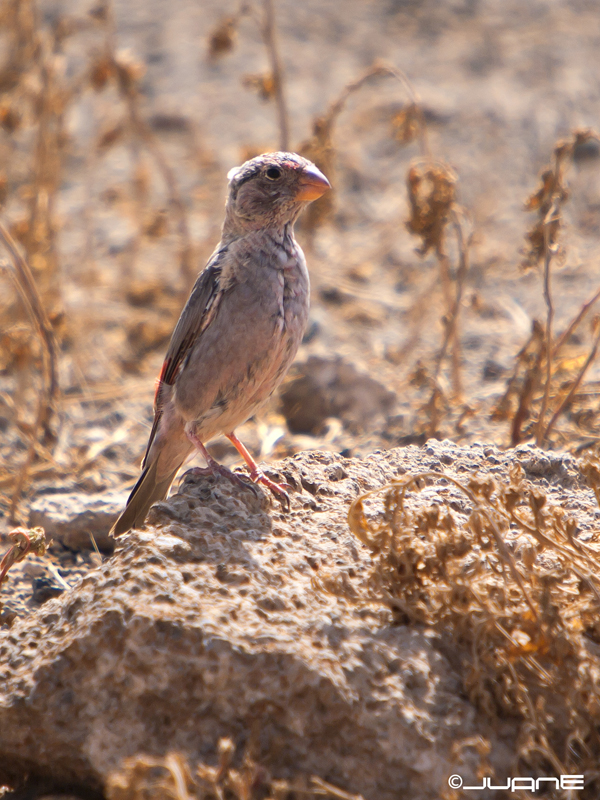
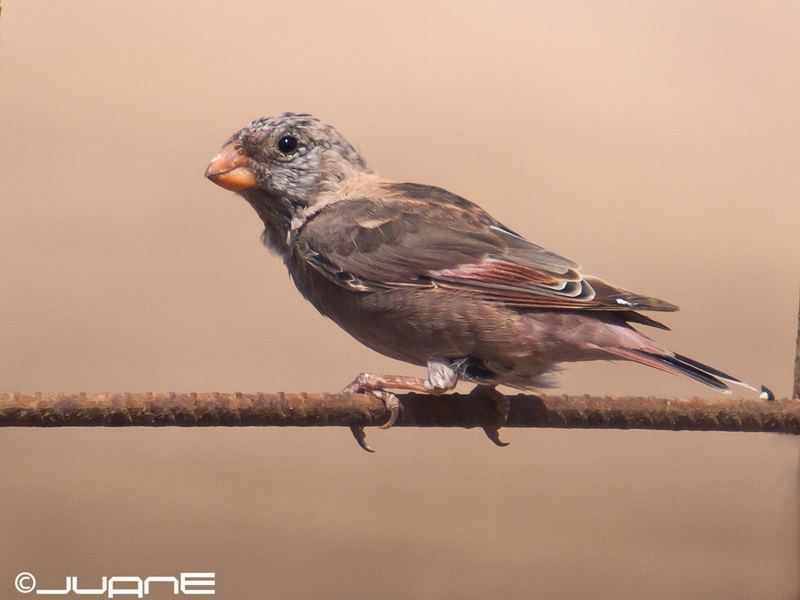
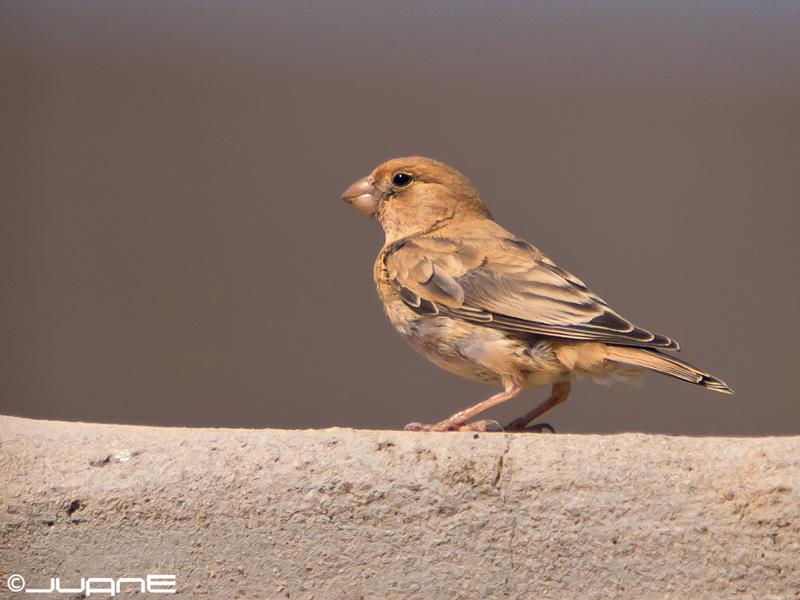
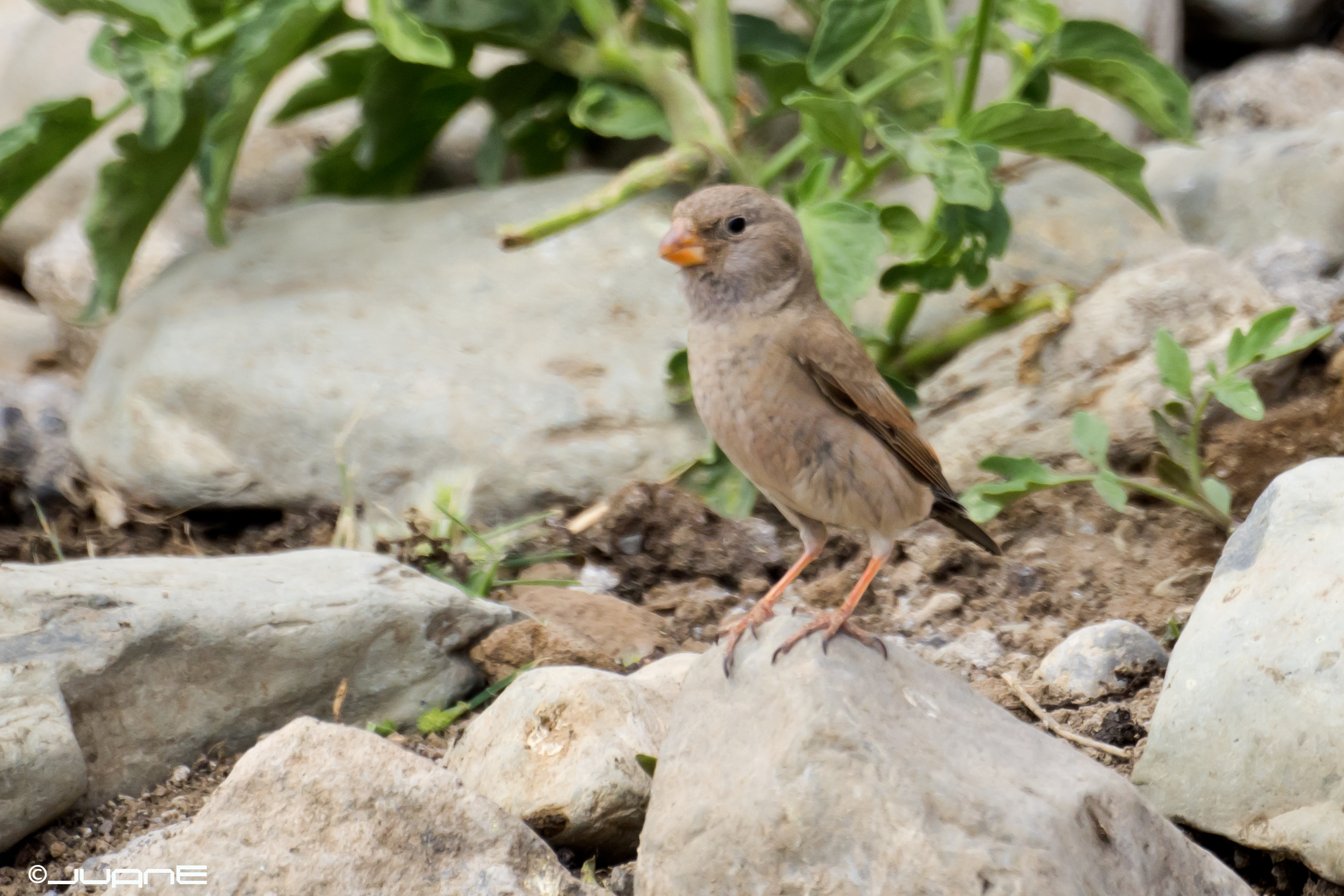
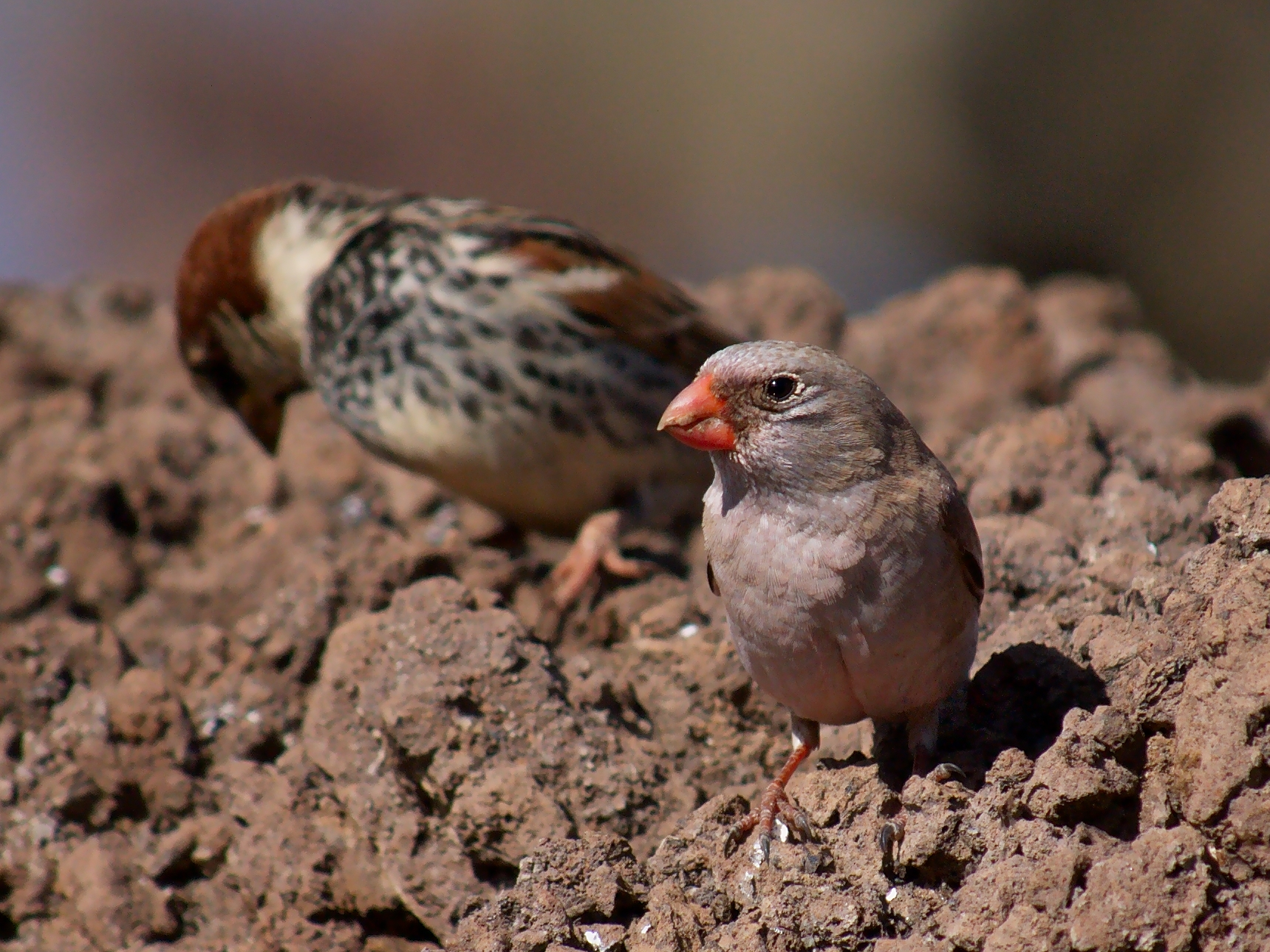
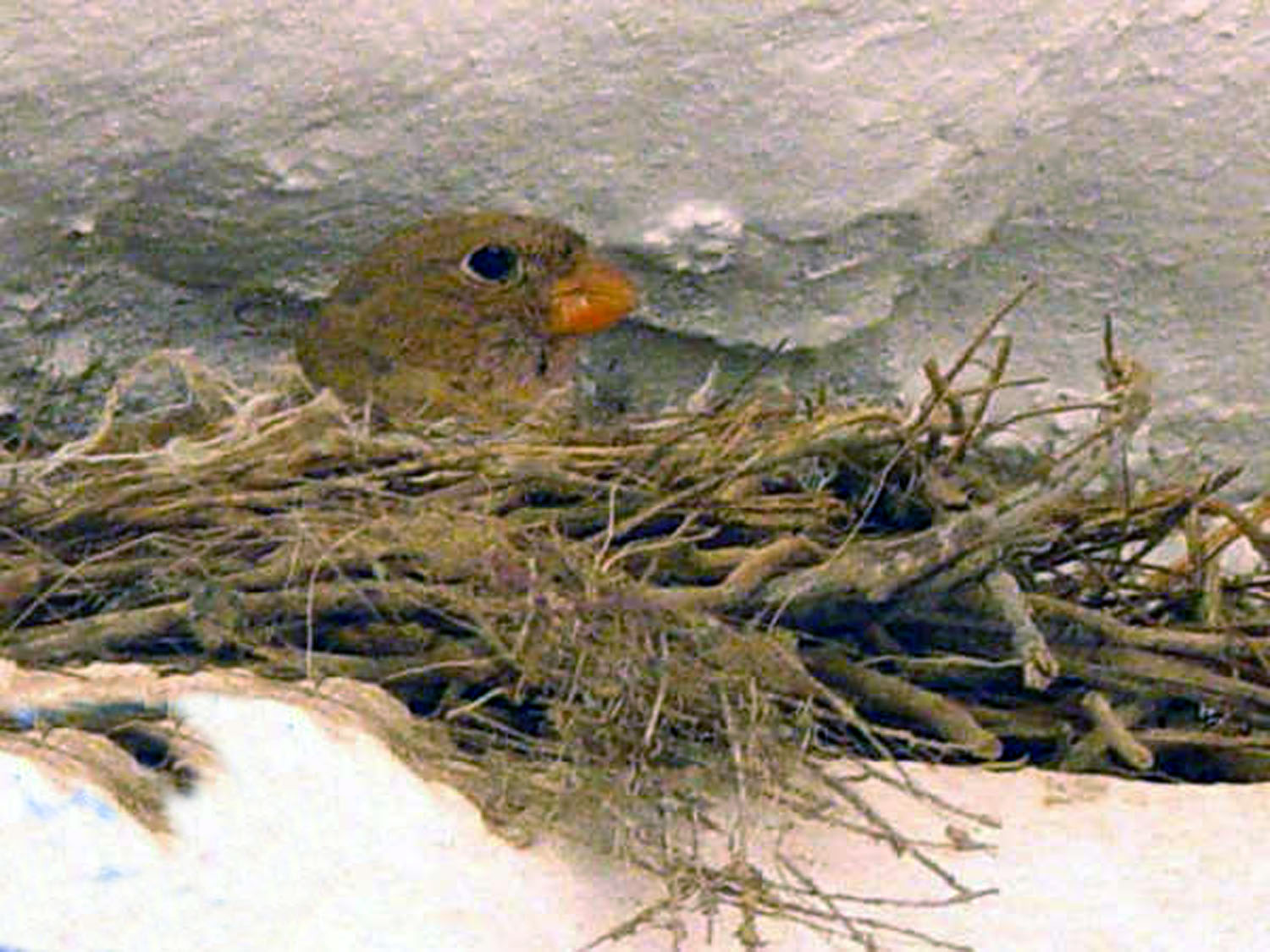
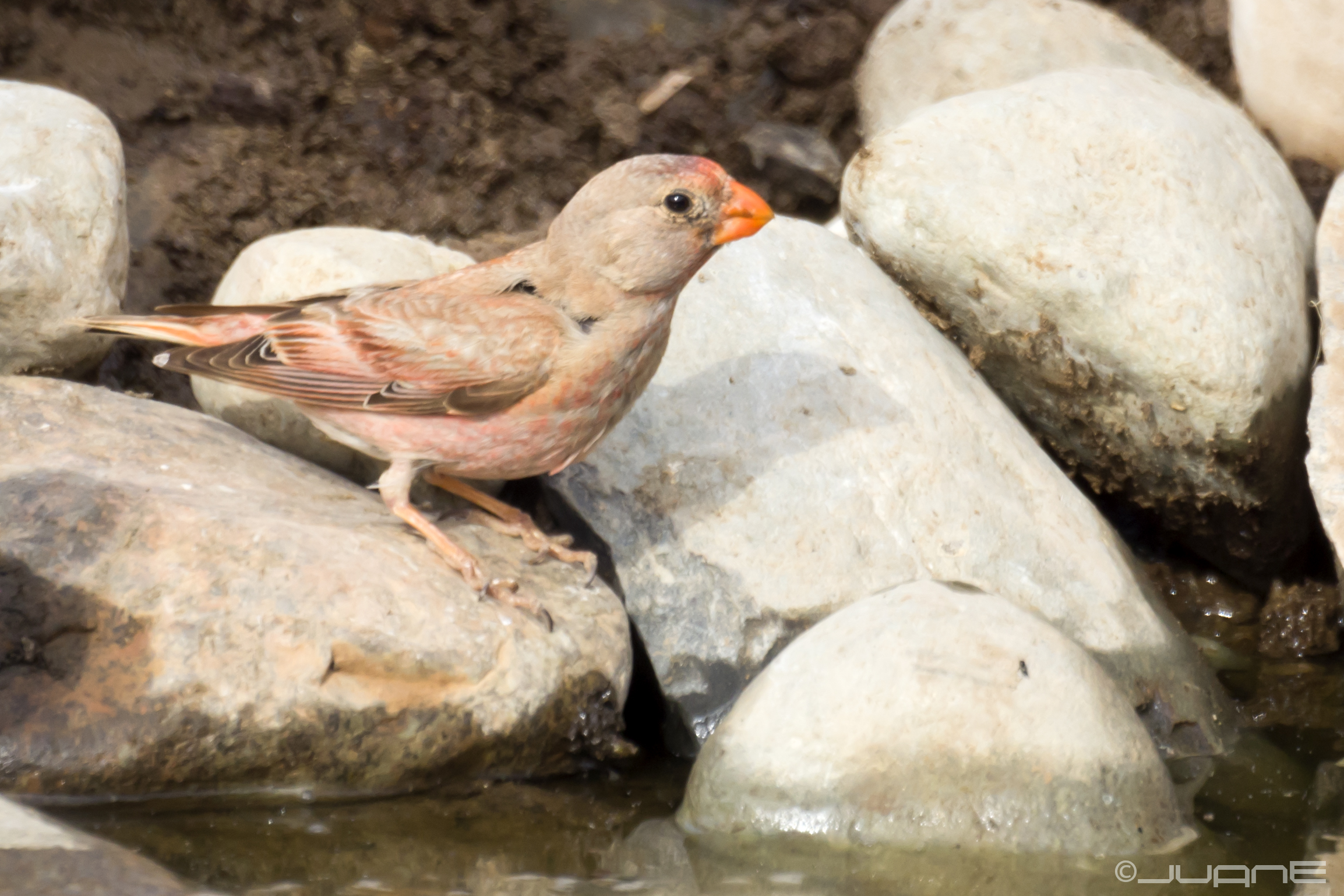
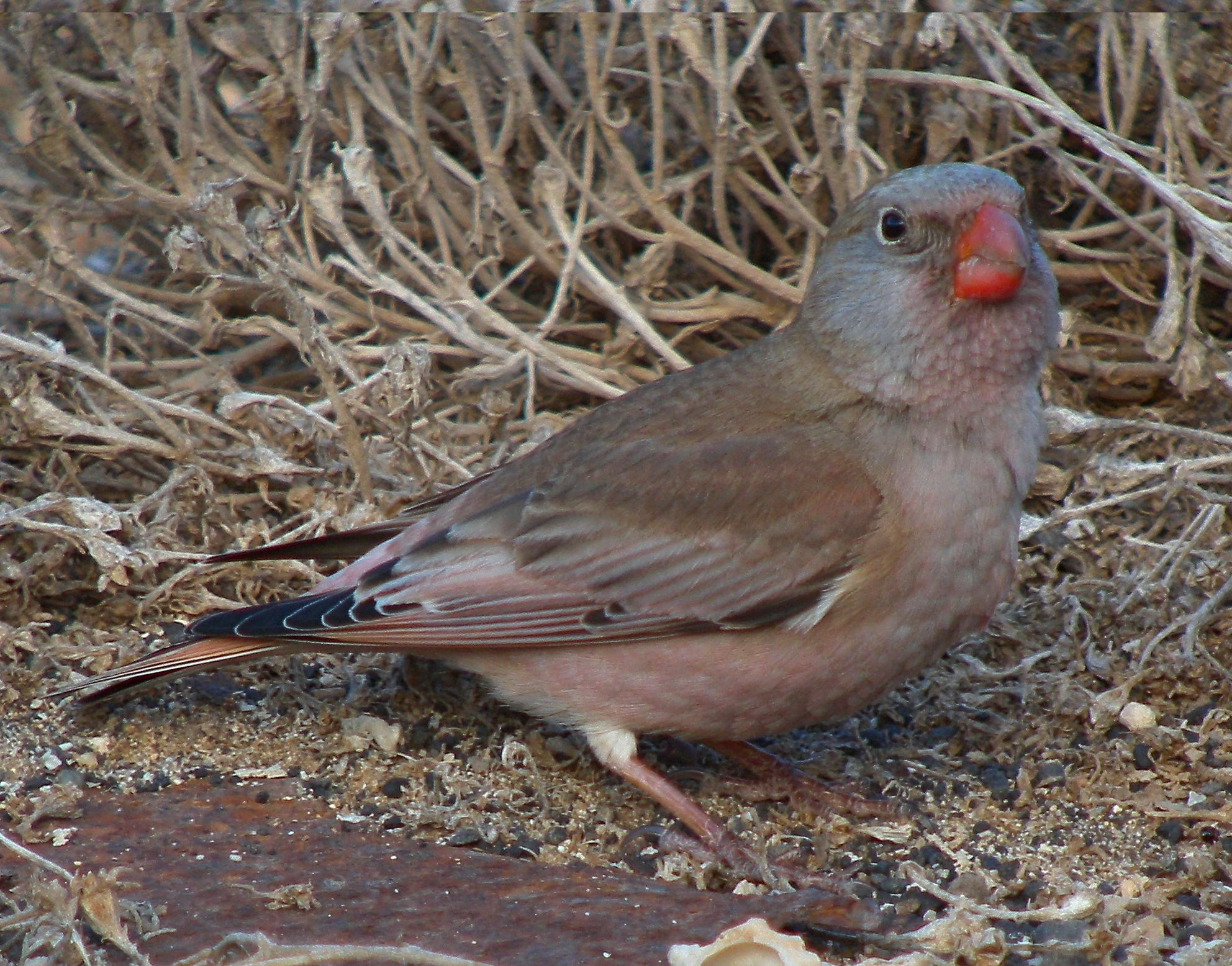
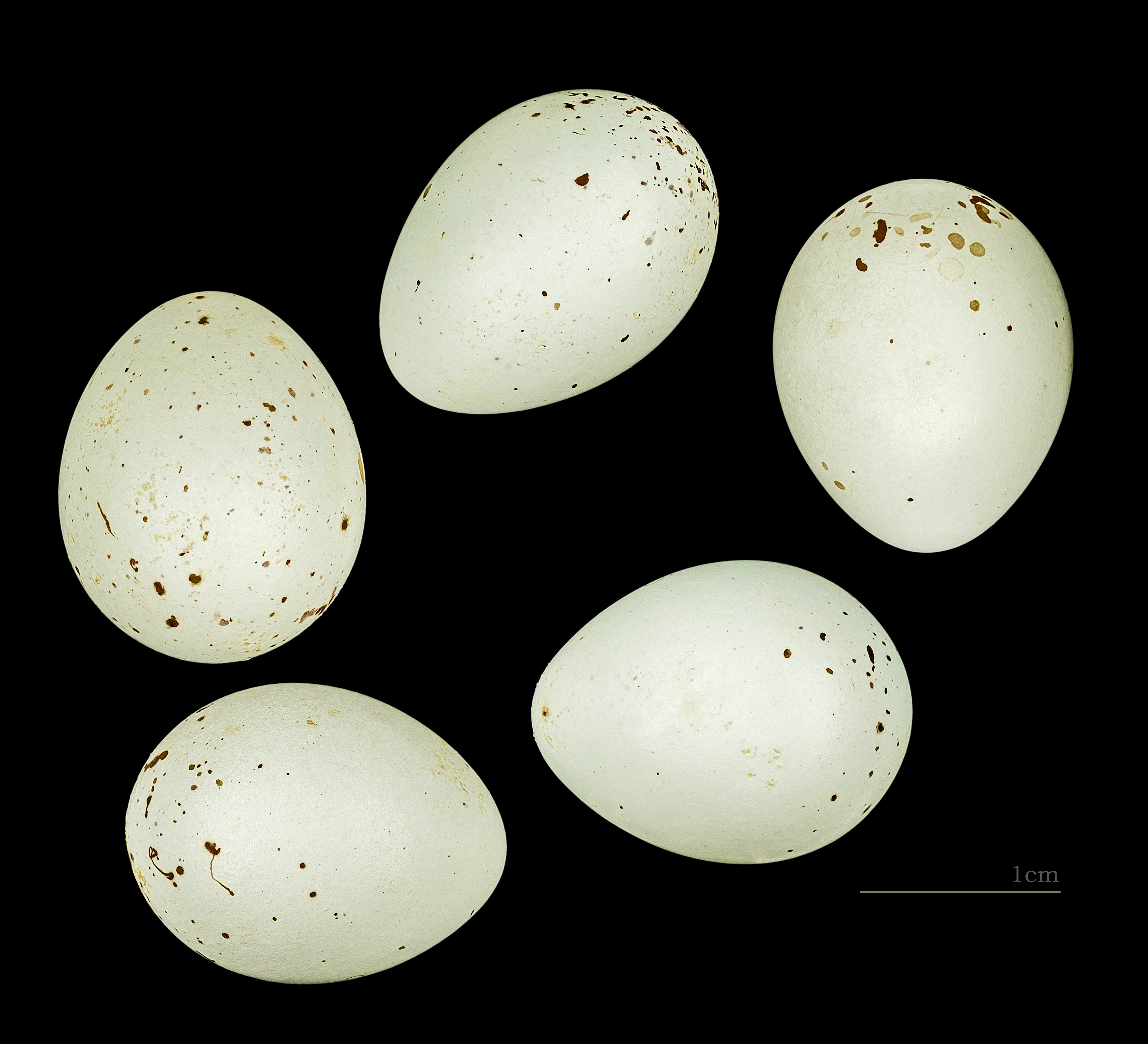
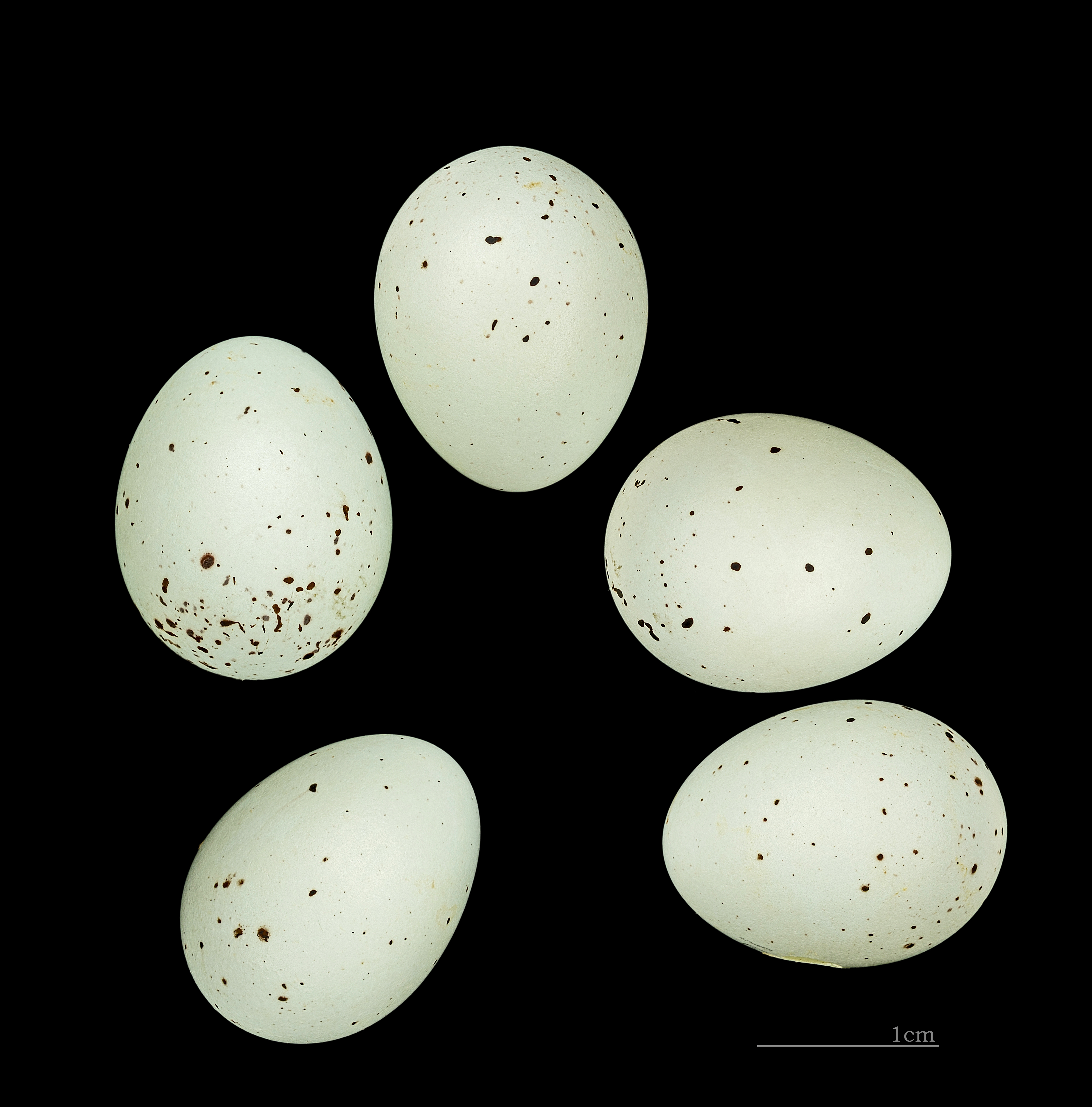
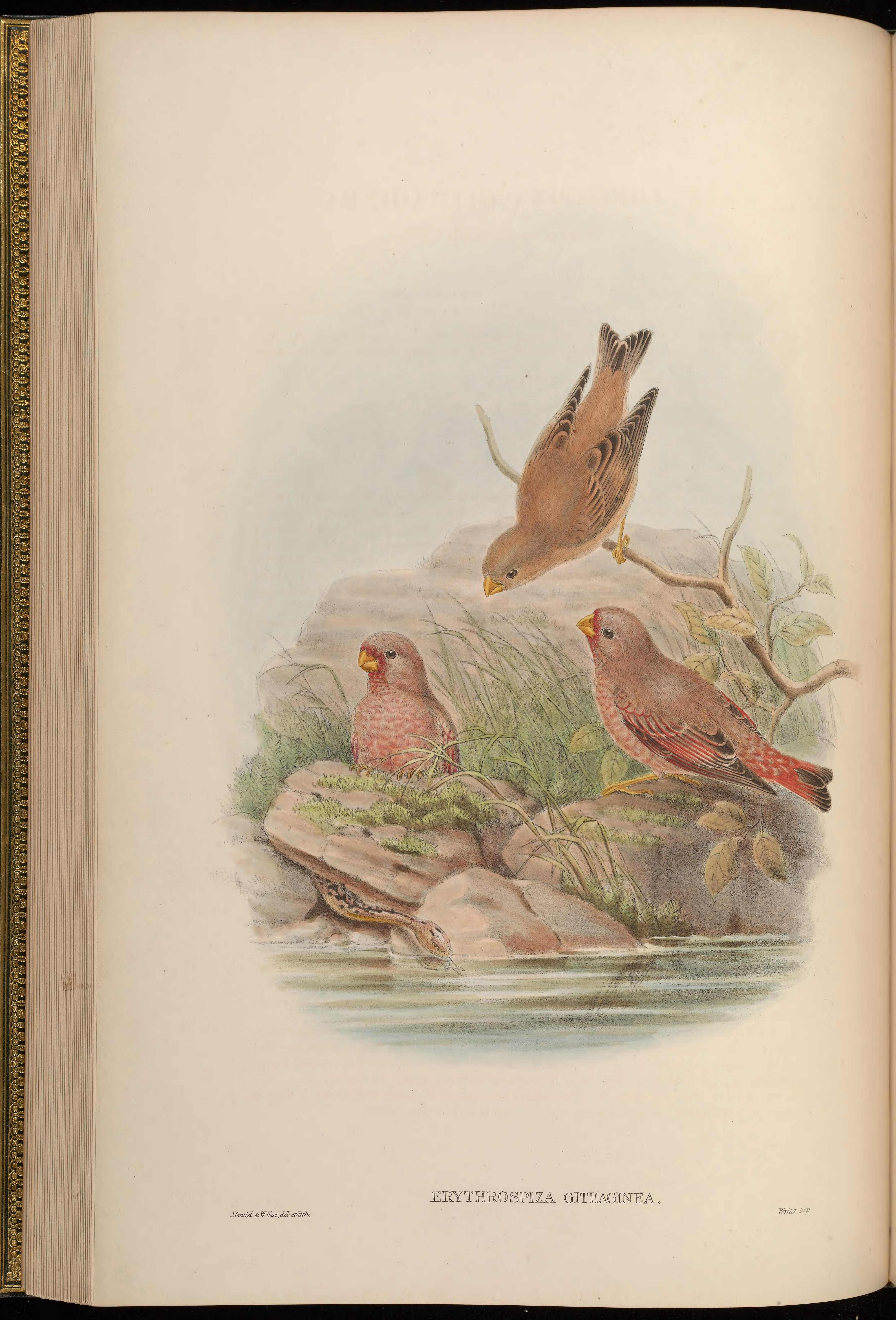
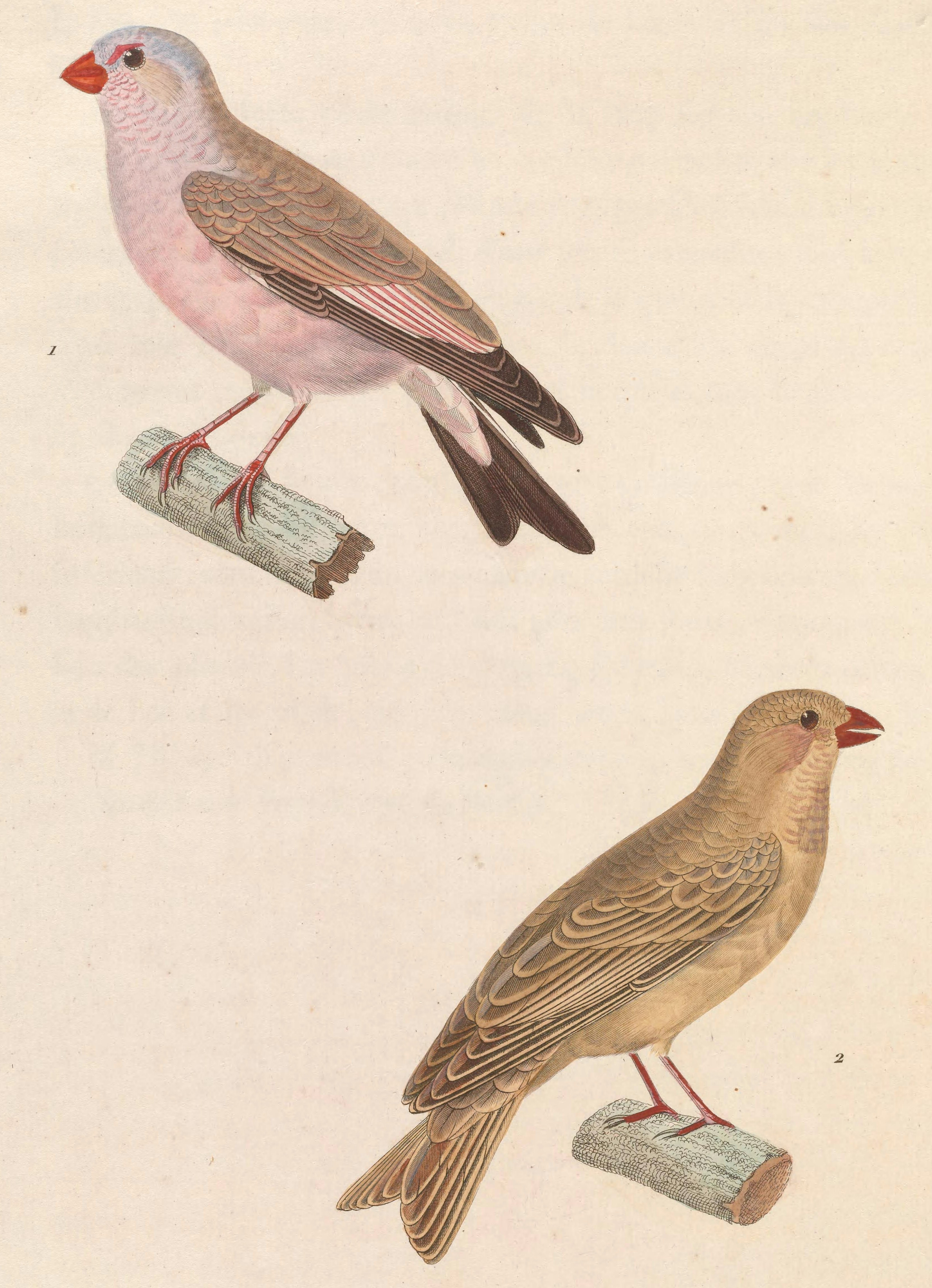